# 天主教古德伯教区
天主教古德伯教區（拉丁語：Dioecesis Cuddapahensis）是羅馬天主教的一個教區，位於印度安得拉邦南部古德伯縣及奇圖爾縣，受天主教海得拉巴總教區管轄。
教區成立於1976年10月19日。2006年有教友81,580名，佔轄區總人口百分之1.4。由104名司鐸名管理五十一個堂區。主教一職現時出缺，榮休主教為加萊拉·普拉薩德。